# Irakische Luftwaffe
Die irakische Luftwaffe (IQAF) ist eine Teilstreitkraft der irakischen Streitkräfte. Seit dem Irakkrieg 2003, der folgenden Besetzung des Irak und der damit verbundenen völligen Auflösung steht die irakische Luftwaffe heute vor dem Wiederaufbau. Aktueller Oberbefehlshaber der irakischen Luftwaffe ist Generalleutnant Shahab Jihad Ali.

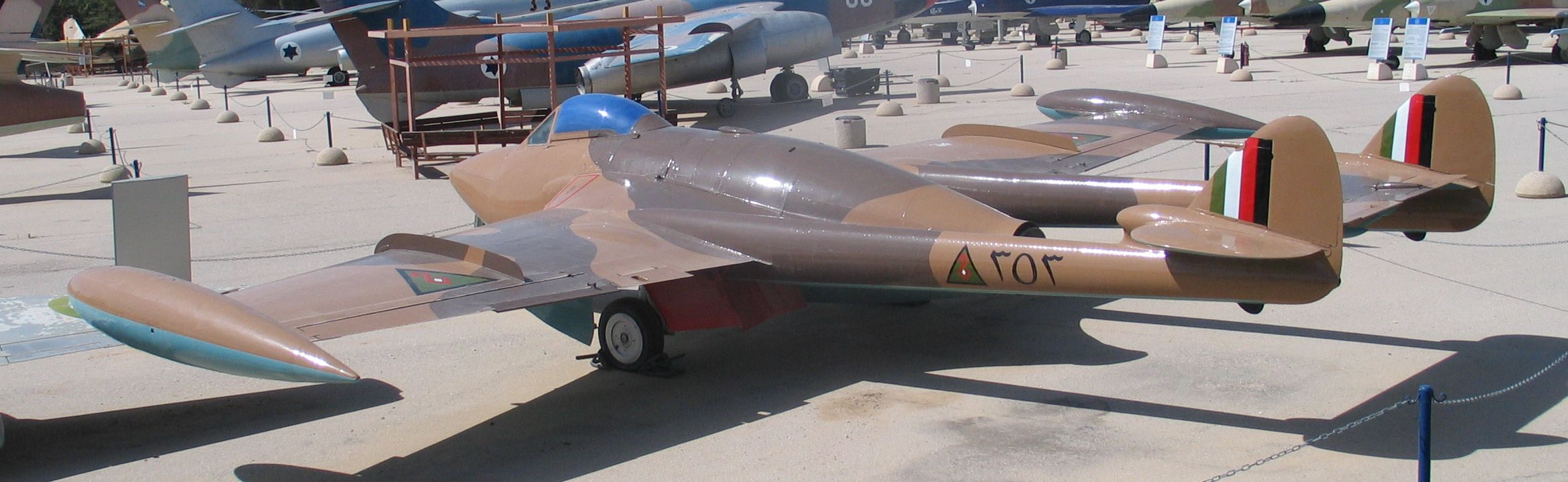
de Havilland Venom

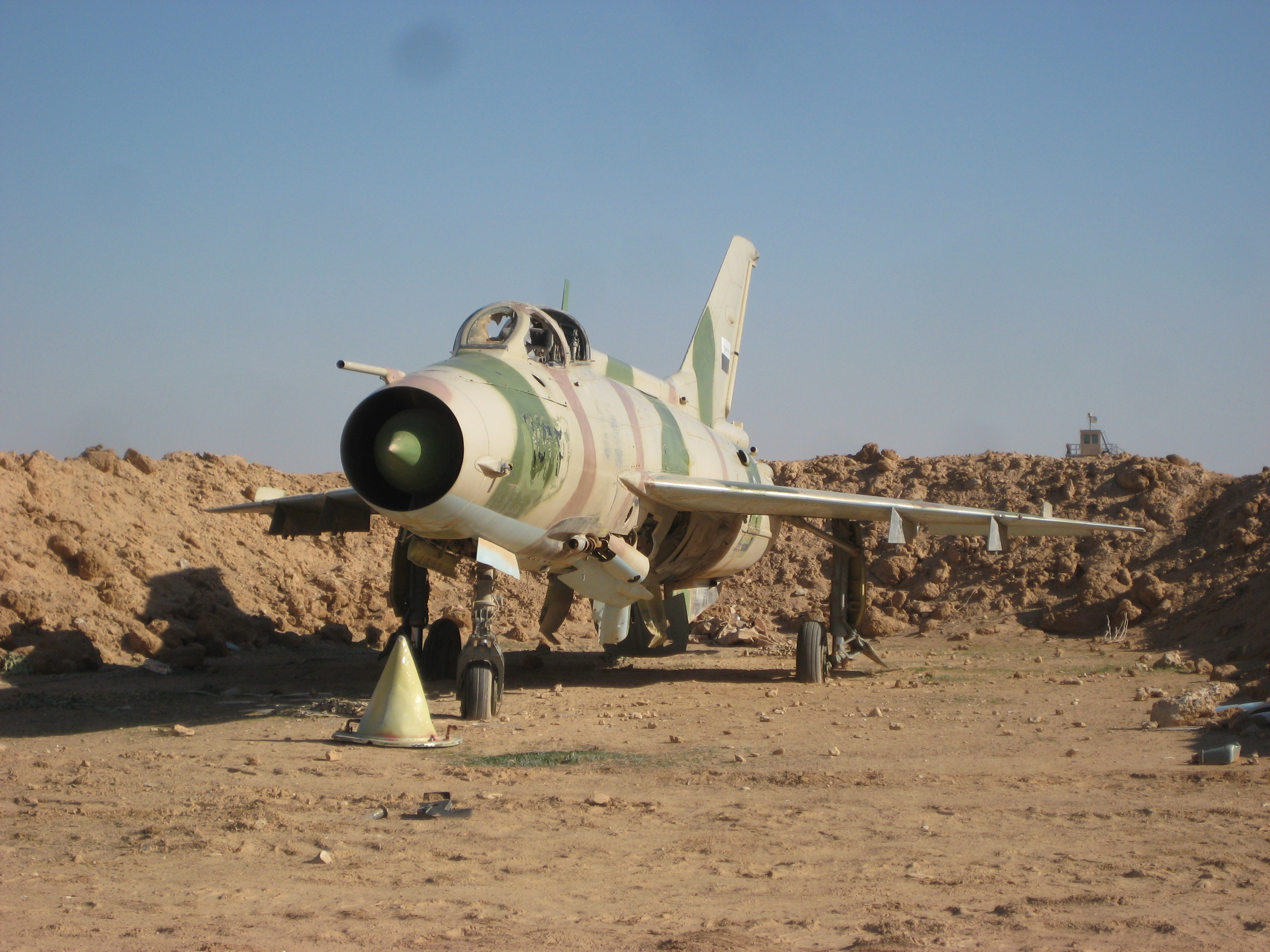
Chengdu F-7B

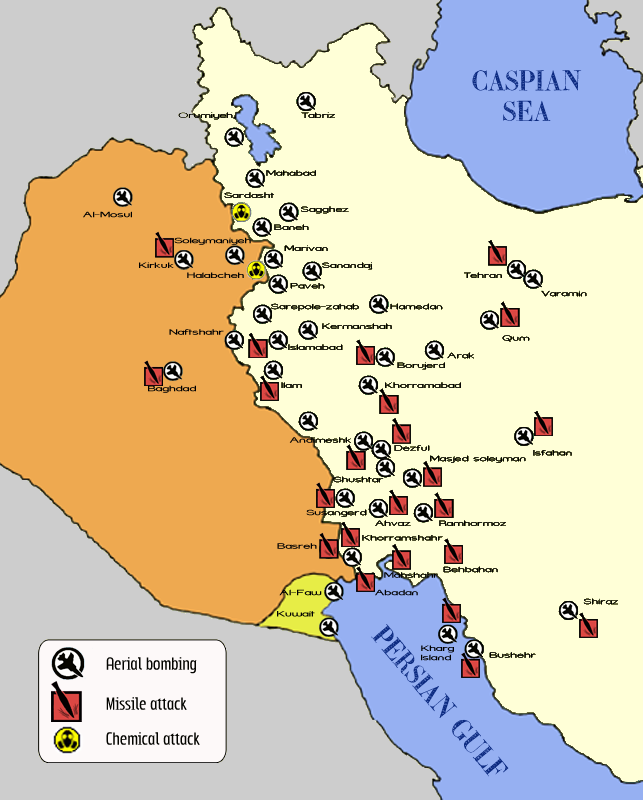
Karte der Luftangriffe der irakischen Luftwaffe im Ersten Golfkrieg

## Anfänge
Die Irakische Luftwaffe (RIAF) entstand 1931 aus der Royal Air Force im Britischen Mandat Mesopotamien, die mit der Luftwaffe die Kontrolle über das Mandat ausübte. Nach der Unabhängigkeit des Königreich Irak im Jahre 1932 hatte die RIAF nur wenige Piloten, die in London ausgebildet, mit britischen Flugzeugen flogen. Die ersten eigenen Flugzeuge, 25 italienische Breda Ba.65, vier Savoia-Marchetti SM.79 und 15 Gloster-Gladiator-Flugzeuge, erhielt die irakische Luftwaffe von 1938 bis 1942.

## Militärische Beteiligungen
Raschid Ali al-Gailani putschte sich am 2. April 1941 zum Ministerpräsidenten des Irak. Am 3. Mai 1941 bombardierte die Royal Air Force mit Wellington-Bombern, Gloster Gladiator und Hawker-Hurricane-Jagdflugzeugen den Luftwaffenstützpunkt Hinaida bei Bagdad und zerstörte dabei insgesamt 20 irakische Maschinen. Die irakische Luftwaffe hatte zu diesem Zeitpunkt 56 Flugzeuge auf drei Stützpunkten verteilt: Mosul, Hinaida und Zubair. Gailani bat das nationalsozialistische Deutschland um militärische Unterstützung, die dann auch durch einen zweiwöchigen Kurzeinsatz einer Fliegerstaffel des Sonderstabs F erfolgte.
Von August bis September 1945 beteiligte sich die irakische Luftwaffe an der Bombardierung kurdischer Dörfer im Nordirak gegen die Rebellen des Mustafa Barzani.
Das Königreich Irak hatte Israel 1948 im Palästinakrieg den Krieg erklärt, die irakische Luftwaffe an den Kriegshandlungen jedoch keine große Beteiligung. In den 1950er-Jahren erhielt die irakische Luftwaffe 15 britische de Havilland DH.112 Venom und ab 1964 noch 66 Hawker Hunter. Nach dem Militärputsch der Obristen und der Gründung der Republik Irak im Jahre 1958 wurde die Königliche Luftwaffe (RIAF) in Irakische Luftwaffe (IQAF) umbenannt. Militärische Unterstützung erfolgte nun auch durch die Sowjetunion, welche die Ausbildung und Kommandostrukturen zur Verfügung stellte. 35 MiG-17 waren die ersten Kampfflugzeuge, die der Irak Anfang 1960 aus der Sowjetunion bekam.
Erst im Sechstagekrieg von 1967 waren irakische Flugzeuge wieder an Kampfhandlungen beteiligt. Die israelische Luftwaffe flog Angriffe auf den H-3-Flugplatz. Die irakische Luftwaffe kämpfte mit britischen Hawker Hunter und zwölf sowjetischen IL-28.
Im Jom-Kippur-Krieg von 1973 war die irakische Luftwaffe mit 15 Flugzeugen beteiligt. Elf der eingesetzten Hawker Hunter gingen verloren.

## Aufrüstung
Mit dem Aufstieg der Baath-Partei erfolgte ab 1968 die Aufrüstung der irakischen Luftwaffe. MiG-19, Su-7 (98 Exemplare ab 1968), MiG-21 (bis zu 100 Exemplare), Su-17, Su-22, MiG-23 (ab 1974) Su-24 (24 Exemplare) sowie Bombenflugzeuge des Typs Tu-22 (zwölf Exemplare bis 1979) und Su-25 (73 Exemplare) aus sowjetischer Produktion wurden geliefert.

## Erster Golfkrieg
Den Höhepunkt der militärischen Schlagkraft durch eine Vergrößerung des Bestandes erreichte die irakische Luftwaffe trotz der Kampfhandlungen im Ersten Golfkrieg. Insbesondere Frankreich lieferte zu Beginn moderne Kampfflugzeuge des Typs Mirage F1 inklusive der zugehörigen Luft-Luft-Raketen. Durch die Ausbildung auf französischen Flugzeugen durch französische Instrukteure übernahm die irakische Luftwaffe Anfang 1983 auch die französische Luftkampftaktik.
Der von den irakischen Luftstreitkräften geplante Überraschungsangriff, ähnlich dem des von der israelischen Luftwaffe im Sechstagekrieg gegen Ägypten durchgeführten, bei dem bereits am ersten Kampftag ein Großteil der ägyptischen Flugzeuge noch am Boden zerstört wurden, schlug fehl. Bei den vielschichtigen Ursachen für den Fehlschlag, wie ungenaue Bombentreffer, gehärtete Hangars der Iraner, Luftabwehr usw., ist noch nicht das zögerliche Vorgehen der irakischen Streitkräfte allgemein berücksichtigt. Im Laufe der ersten Kriegswochen konnte die irakische Luftwaffe die Lufthoheit gegen die zwar wenigen, doch hoch effektiven F-14-Kampfflugzeuge der iranischen Luftwaffe nicht erringen. Dass der Versuch, die iranische Luftwaffe gleich zu Beginn zu vernichten, fehlschlug, sollte sich nur in den ersten Kriegsjahren als Nachteil der Iraker erweisen. Die konsequente Aufrüstung der irakischen Luftwaffe unter anderem mit Kampfflugzeugen vom Typ Mirage F1 führte letztlich zu einer Luftüberlegenheit der irakischen Luftwaffe ab dem Kriegsjahr 1984.
Liste der wichtigsten Kampfflugzeuge, die während des Ersten Golfkriegs geliefert wurden:
| Land                | Spezifikation            | Beschreibung     | Auslieferung | Anzahl |
| ------------------- | ------------------------ | ---------------- | ------------ | ------ |
| Frankreich          | Mirage F-1C              | Kampfflugzeug    | 1982–1990    | 72     |
| Frankreich          | Mirage F-1E              | Kampfflugzeug    | 1980–1982    | 36     |
| Frankreich          | Super Etendard           | Kampfflugzeug    | 1983         | 5      |
| Sowjetunion         | MiG-21bis (Fishbed-N)    | Kampfflugzeug    | 1983–1984    | 61     |
| Sowjetunion         | MiG-23BN (Flogger-H)     | Kampfflugzeug    | 1984–1985    | 50     |
| Sowjetunion         | MiG-25P (Foxbat-A)       | Kampfflugzeug    | 1980–1985    | 55     |
| Sowjetunion         | MiG-25RB (Foxbat-B)      | Kampfflugzeug    | 1982         | 8      |
| Sowjetunion         | MiG-29 (Fulcrum-A)       | Kampfflugzeug    | 1986–1989    | 41     |
| Sowjetunion         | Su-22 (Fitter-H/ -J/ -K) | Kampfflugzeug    | 1986–1987    | 61     |
| Sowjetunion         | Suchoi Su-25             | Erdkampfflugzeug | 1986–1987    | 84     |
| Sowjetunion         | Tupolew Tu-22            | Bombenflugzeug   | bis 1974     | 28     |
| Volksrepublik China | Xian H-6                 | Bombenflugzeug   | 1988         | 4      |
| Volksrepublik China | Shenyang F-6             | Kampfflugzeug    | 1982–1983    | 40     |
| Volksrepublik China | Chengdu F-7A             | Kampfflugzeug    | 1983–1987    | 80     |
| Summe               |                          |                  |              | 626    |

Die irakische Luftwaffe war auch für den Abwurf von über 18.500 chemischen Waffen im Ersten Golfkrieg verantwortlich. Am 18. November 1980 wurde bei Susangerd erstmals von irakischen Flugzeugen im Tiefflug von 200 bis 300 Metern Senfgas in Kanistern über iranischen Stellungen abgeworfen. Spätestens 1983 wurde Tabun und weitere Reizstoffe als Kampfmittel über feindlichen Stellungen abgeworfen. Der Giftgasangriff auf Sardasht am 28. Juni 1987 und der Giftgasangriff auf Halabdscha am 16. März 1988 während der Operation Anfal, zeigte auch der Weltöffentlichkeit den Einsatz von Giftgas gegen die Zivilbevölkerung durch die irakische Luftwaffe.
Die Eroberung Kuwaits führte 1991 zum Zweiten Golfkrieg.

## Zweiter Golfkrieg

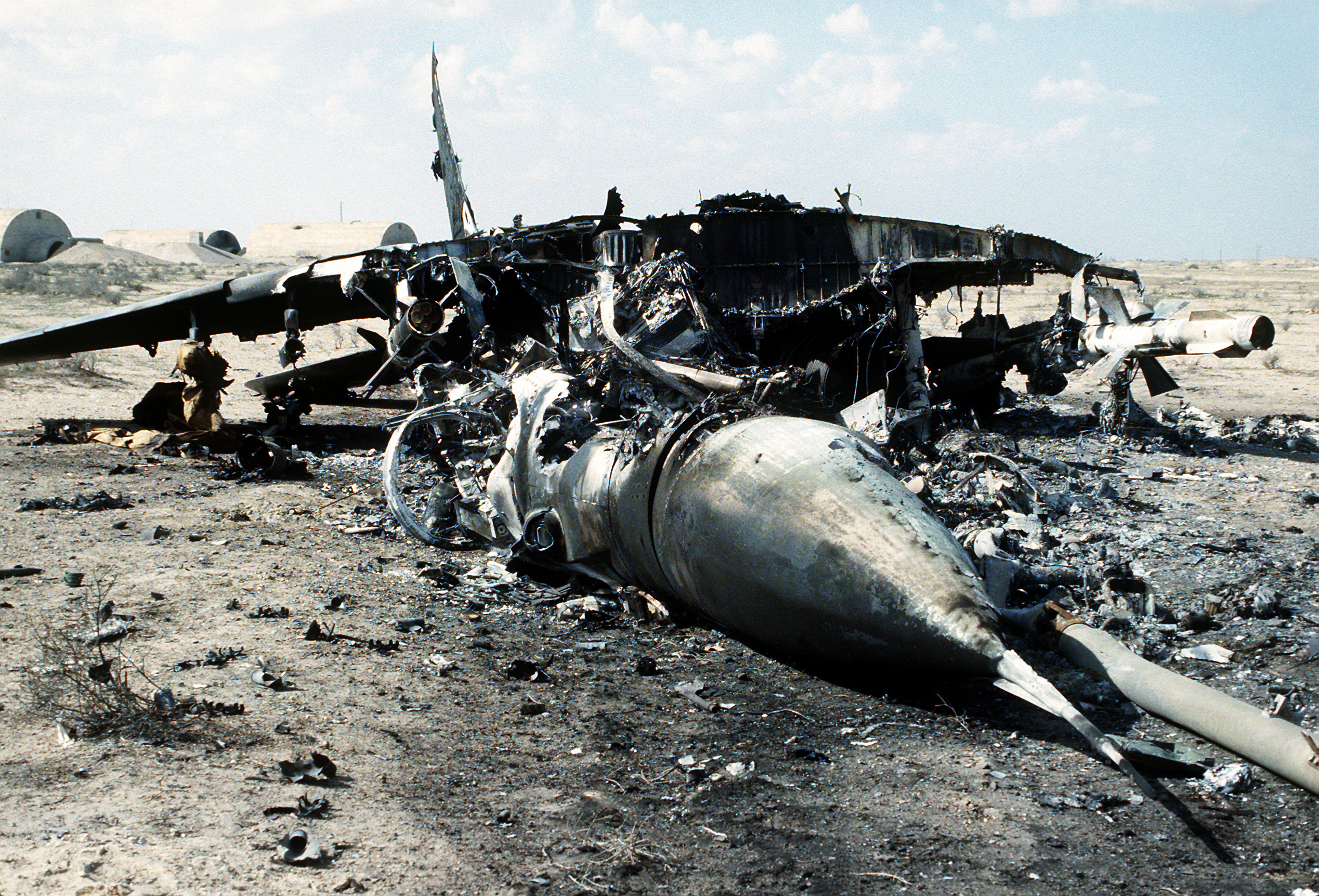
Zerstörte MiG-29 nach der Operation Desert Storm, 1991

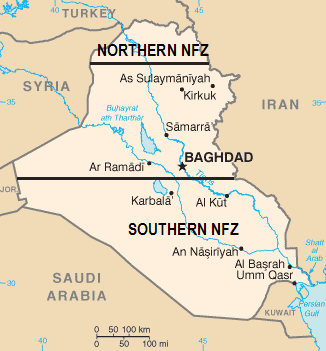
Flugverbotszone von 1991–2003

Liste der wichtigsten Kampfflugzeuge vor dem Zweiten Golfkrieg (August 1990):
| Spezifikation      | Typ              | Anzahl |
| ------------------ | ---------------- | ------ |
| MiG-21 Chengdu J-7 | Kampfflugzeug    | 236    |
| MiG-23             | Kampfflugzeug    | 127    |
| MiG-25             | Kampfflugzeug    | 35     |
| MiG-29             | Kampfflugzeug    | 41     |
| Mirage F1          | Kampfflugzeug    | 94     |
| Su-20/Su-22        | Jagdbomber       | 121    |
| Su-24              | Bomber           | 30     |
| Su-25              | Erdkampfflugzeug | 66     |
| Tu-22 H-6D         | Bomber           | 7      |
| Summe              |                  | 757    |

Nach der Annexion Kuwaits und der darauf folgenden Kampfhandlungen des Zweiten Golfkriegs dezimierte sich die Zahl der irakischen Flugzeuge. 36 irakische Flugzeuge und sechs Hubschrauber wurden von den Alliierten in der Luft abgeschossen, 68 irakische Flugzeuge und 13 Hubschrauber am Boden zerstört. Die irakischen Piloten hatten gegen modernste westliche Technik kaum Möglichkeiten der Gegenwehr. Zwei Flugzeuge der Alliierten konnten von der irakischen Luftwaffe abgeschossen, drei weitere beschädigt werden. Saddam Hussein ließ kurz nach dem Beginn der Kampfhandlungen 137 Flugzeuge zum Schutz vor Zerstörung in den Iran fliegen. Der Iran hat diese Flugzeuge teilweise in seine Luftwaffe integriert (Su-24, Su-25, MiG-29) und verweigert die Rückgabe
Liste der wichtigsten Kampfflugzeuge nach dem Zweiten Golfkrieg (März 1991):
| Spezifikation      | Typ              | Anzahl |
| ------------------ | ---------------- | ------ |
| MiG-21 Chengdu J-7 | Kampfflugzeug    | 115    |
| MiG-23             | Kampfflugzeug    | 63     |
| MiG-25             | Kampfflugzeug    | 10     |
| MiG-29             | Kampfflugzeug    | 16     |
| Mirage F1          | Kampfflugzeug    | 37     |
| Su-20/Su-22        | Jagdbomber       | 55     |
| Su-24              | Bomber           | 1      |
| Su-25              | Erdkampfflugzeug | 20     |
| Tu-22 H-6D         | Bomber           | 0      |
| Summe              |                  | 317    |

Nach dem Zweiten Golfkrieg (1991) und dem Aufstand der Schiiten und Kurden wurde eine Flugverbotszone nördlich des 36. Breitengrads und südlich des 33. Breitengrads eingerichtet. Die Einhaltung der Flugverbotszone wurde durch die Operation Northern Watch und Operation Southern Watch kontrolliert. Flugzeuge der irakischen Luftwaffe durften in diesen Zonen nicht fliegen.

## Irakkrieg

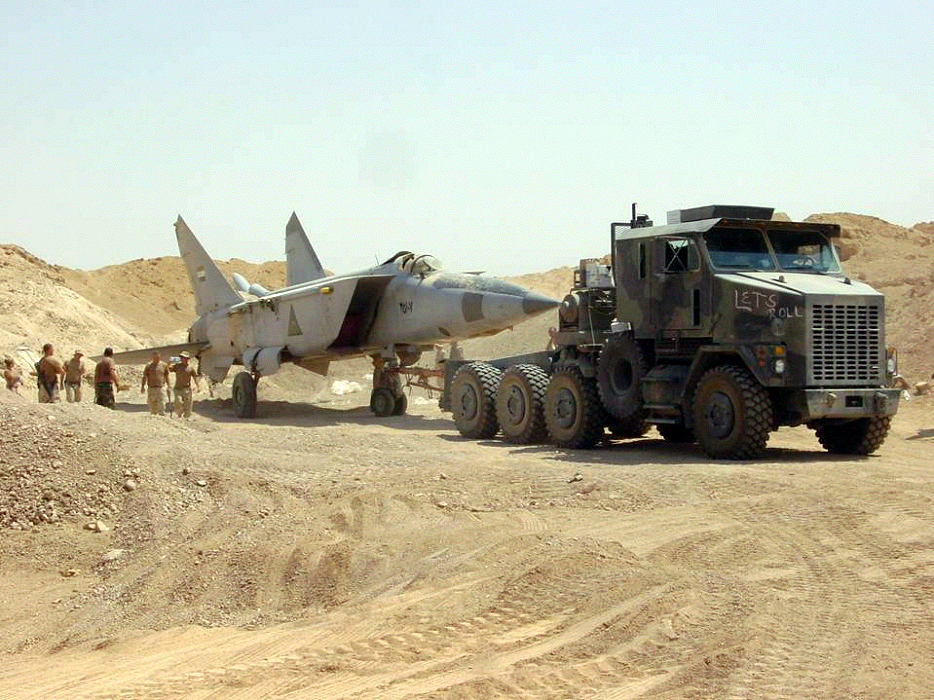
Aus dem Sand geborgene MiG-25

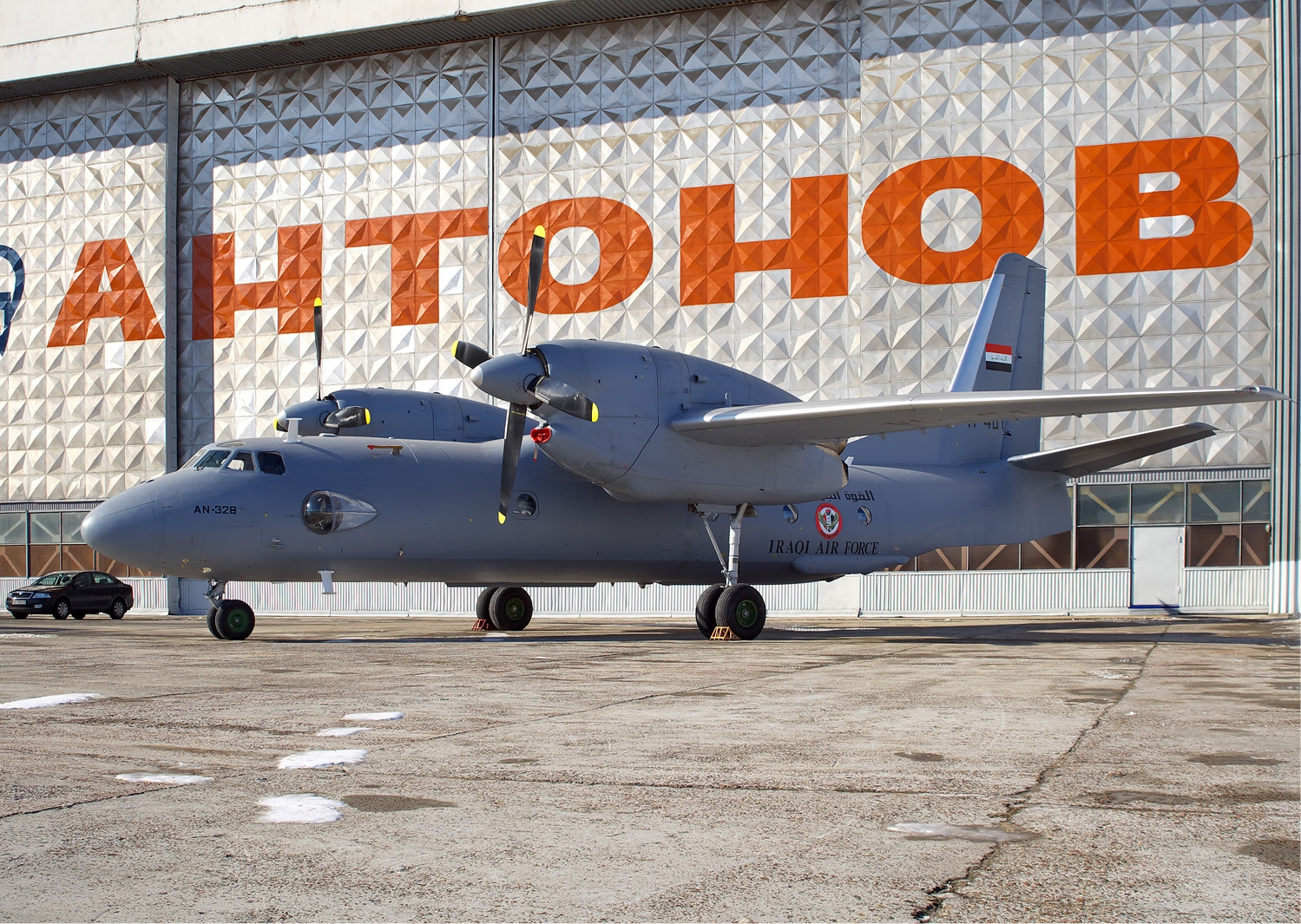
An-32 der neuen irakischen Luftwaffe, 2011

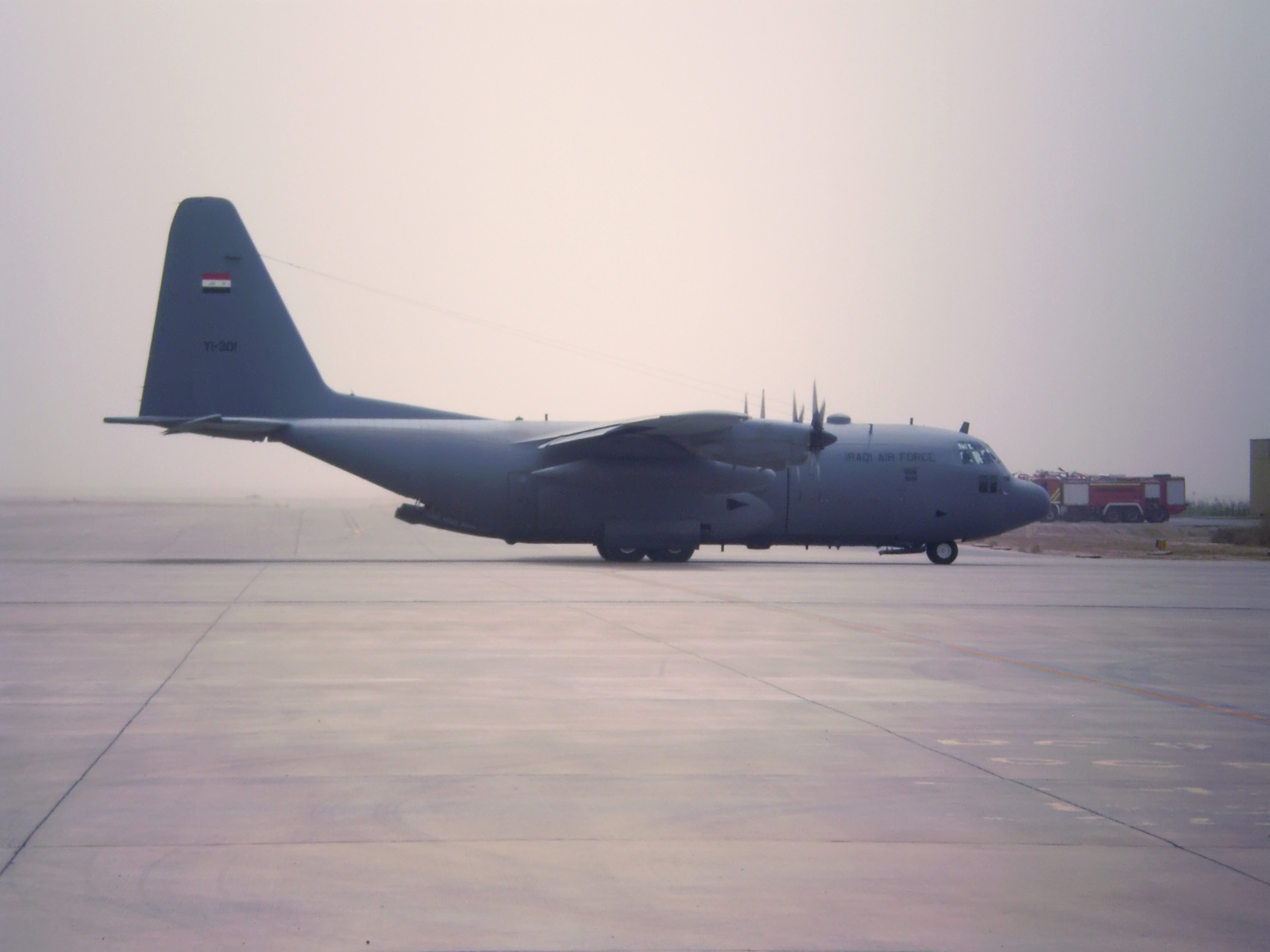
C-130 der neuen irakischen Luftwaffe

Für die Zeit nach dem Zweiten Golfkrieg (1991) und vor dem Beginn des Irakkriegs (2003) gibt es kaum zuverlässige Quellen über die Anzahl der flugfähigen/einsatzbereiten Flugzeuge der irakischen Luftwaffe. Die Flugverbotszone tat ein Übriges, den Flugbetrieb einzuschränken. Ein Attentat auf Saddam Hussein am 30. September 2002 durch einen irakischen Luftwaffenpiloten einer MiG-23, der bei einer Übung von der Flugroute abwich und den Palast Saddam Husseins bombardieren wollte, führte zur letzten großen Säuberung der irakischen Luftwaffe.
Die irakische Luftwaffe hatte im Irakkrieg nicht einen einzigen Einsatz zu verzeichnen. Saddam Husseins Entscheidung war, die irakische Luftwaffe völlig aus den Kampfhandlungen herauszuhalten und für „zukünftige Aufgaben“ zu schonen. Dazu wurden die Flugzeuge der irakischen Luftwaffe zwei Monate vor dem Kriegsbeginn von ihren Stützpunkten entfernt und in Palmenhainen versteckt oder im Wüstensand vergraben.
Der Irakkrieg führte zur völligen Auflösung der Strukturen der irakischen Luftwaffe. Kampfflugzeuge, Bomber u. a. wurden entweder bei den Luftangriffen zerstört, konfisziert oder unbrauchbar gemacht. Nur einige Transportflugzeuge und leichte Hubschrauber waren der Restbestand der einst mächtigen Flugzeugflotte Saddam Husseins.

## Neuanfang
Die neue irakische Luftwaffe befand sich auch im Jahr 2013 noch im Wiederaufbau und besaß keine strahlgetriebenen Kampfflugzeuge. Kampfflugzeuge vom Typ F-16 sollten jedoch von den USA der Luftwaffe zur Verfügung gestellt werden. Als dann der IS Mitte 2014 seine Offensive im Irak begann, verfügte die neue irakische Luftwaffe effektiv über gerade drei propellergetriebene Kampfflugzeuge des Typs Cessna AC-208, die mit amerikanischen Hellfire-Raketen bestückt worden waren. Angesichts des Vormarsches des IS forcierte der Irak den Wiederaufbau seiner Luftwaffe. Die irakischen Streitkräfte erhielten im Juli 2014 nach eigenen Angaben eine erste Lieferung von fünf gebrauchten russischen Kampfflugzeugen des Typs Suchoi Su-25. Die offizielle Übergabe von ersten Kampfflugzeugen des Typs F-16 C ist inzwischen ebenfalls erfolgt. Nach eigenen Angaben setzte der Irak erstmals die F-16 im September 2015 gegen den IS ein.

### Ausrüstung
(Stand Ende 2021)
| Spezifikation                  | Herkunft                          | Funktion               | Version        | Aktiv          | Bestellt       | Anmerkung                                               |
| Kampfflugzeuge                 | Kampfflugzeuge                    | Kampfflugzeuge         | Kampfflugzeuge | Kampfflugzeuge | Kampfflugzeuge | Kampfflugzeuge                                          |
| ------------------------------ | --------------------------------- | ---------------------- | -------------- | -------------- | -------------- | ------------------------------------------------------- |
| Cessna 208 Caravan             | Vereinigte Staaten                | Kampfflugzeug          | AC-208         | 2              |                | Ein Exemplar stürzte 2016 ab.                           |
| F-16 Fighting Falcon           | Vereinigte Staaten                | Mehrzweckkampfflugzeug | F-16C F-16IQ   | 26             |                | Sollen durch 12 neue PAIC JF-17 Thunder ersetzt werden. |
| Aero L-159                     | Tschechien                        | Erdkampfflugzeug       | L-159A         | 10             |                |                                                         |
| Suchoi Su-25                   | Sowjetunion                       | Erdkampfflugzeug       |                | 21             |                |                                                         |
| Flugzeuge für Spezialmissionen |                                   |                        |                |                |                |                                                         |
| Cessna 208 Caravan             | Vereinigte Staaten                | Aufklärungsflugzeug    |                | 3              |                |                                                         |
| AMD Alarus                     | Vereinigte Staaten                | Aufklärungsflugzeug    |                | 7              |                |                                                         |
| DHC-6 Twin Otter               | Kanada                            | Aufklärungsflugzeug    |                | 2              |                |                                                         |
| Beechcraft King Air            | Vereinigte Staaten                | Aufklärungsflugzeug    | King Air 350   | 6              |                |                                                         |
| Transportflugzeuge             |                                   |                        |                |                |                |                                                         |
| Antonow An-32                  | Vereinigte Staaten                | Transportflugzeug      |                | 6              |                |                                                         |
| C-130 Hercules                 | Vereinigte Staaten                | Transportflugzeug      | C-130E C-130J  | 3 6            |                |                                                         |
| Beechcraft King Air            | Vereinigte Staaten                | Transportflugzeug      | King Air 350   | 1              |                |                                                         |
| Schulflugzeuge                 |                                   |                        |                |                |                |                                                         |
| Cessna 208 Caravan             | Vereinigte Staaten                | Schulflugzeug          |                | 4              |                |                                                         |
| F-16 Fighting Falcon           | Vereinigte Staaten                | Schulflugzeug          | F-16D F-16IQ   | 8              |                |                                                         |
| Aero L-159                     | Tschechien                        | Schulflugzeug          | L-159T1        | 1              |                |                                                         |
| Utva Lasta                     | Jugoslawien Serbien               | Schulflugzeug          |                | 19             |                |                                                         |
| T-6 Texan II                   | Vereinigte Staaten Schweiz        | Schulflugzeug          | T-6A           | 15             |                |                                                         |
| KAI T-50                       | Südkorea                          | Schulflugzeug          | T-50IQ         | 24             |                |                                                         |
| Hubschrauber                   |                                   |                        |                |                |                |                                                         |
| Bell 412                       | Vereinigte Staaten                | Mehrzweckhubschrauber  |                |                |                | 12 Exemplare sind geplant.                              |
| Mil Mi-8                       | Sowjetunion                       | Mehrzweckhubschrauber  |                | 2              |                |                                                         |
| Aérospatiale SA 342            | Frankreich Vereinigtes Königreich | Mehrzweckhubschrauber  |                | 6              |                |                                                         |
| Schulungshubschrauber          |                                   |                        |                |                |                |                                                         |
| Bell 206                       | Vereinigte Staaten                | Schulungshubschrauber  |                | 9              |                |                                                         |

Ausgemustert: Seabird Seeker
Die irakischen Luftstreitkräfte verfügen über folgende Raketen und Waffensysteme:
Luft-Luft-Raketen
- AIM-9 L
- AIM-9 M

Luft-Boden-Rakete
- AGM-114 Hellfire

Bomben
- GBU-12 Paveway II
- FT PGB FT-9

Flugabwehr
- 24× 96K6 Panzir S1
- M1097 Avenger
- 9K38 Igla S
- SU-23
- S-60